# Dulle Griet (stripalbum)
Dulle Griet is het dertiende stripalbum uit de reeks Schemerwoude. Het dertiende deel verscheen bij uitgeverij Arboris in 2006. Het album is geschreven en getekend door Hermann Huppen. De titel van dit boek is ontleend aan het beroemde schilderij Dulle Griet van Pieter Bruegel de Oude.

## Inhoud
Deze aflevering is een losstaand verhaal waarin een nazaat van Aymar van Schermwoude maar een kleine rol speelt. Het verhaal speelt zich af in het Vlaanderen van het midden van de zestiende eeuw, en is een mix van geschiedenis en legende, doorspekt met enkele erg treffende hommages aan meester Bruegel. De hoofdpersonen zijn de geliefden Toone en Tinne.  Griet, de moeder van Tinne, staat onder de invloed van Hugo, een tovenaar, beschreven als de duivel, vergezeld van een uil. Het is dezelfde Hugo die een rol speelt in deel vier van de reeks. Tinne helpt een Franse soldaat op met de naam Aymar. De soldaat wordt gezocht door Hugo. Het is dan dat Griet, uit liefde voor hem, onthult dat de soldaat bij haar is. Maar Hugo, betrapt op het plegen van hekserij, in een tijd dat ketterij nauwelijks werd getolereerd, wordt gevangengenomen. 